# Alberto Armando Alface
Alberto Armando Alface (Beira, 15 de abril de 2001), más conocido como Foia, es un futbolista mozambiqueño que juega en la demarcación de defensa para el Ferroviário da Beira del Campeonato mozambiqueño de fútbol.

## Selección nacional
Hizo su debut con la selección de fútbol de Mozambique en un partido entre el tercer y cuarto puesto de la Copa COSAFA 2022 contra Senegal que finalizó con un resultado de empate a uno tras el gol de Lau King para Mozambique, y de Jean Diouf para Senegal. Posteriormente hubo lanzamientos de penaltis donde ganó el combinado mozambiqueño.

## Clubes
| Club                 | País       | Año   | Partidos | Goles |
| -------------------- | ---------- | ----- | -------- | ----- |
| Ferroviário da Beira | Mozambique | 2020- | 20       | 1     |